# Östra Karups distrikt
Östra Karups distrikt är ett distrikt i Båstads kommun och Skåne län. Distriktet ligger vid Laholmsbukten och Hallandsåsen och omfattar bland annat den östra delen av tätorten Båstad (Hemmeslövsområdet) i sydligaste Halland. Distriktet är det enda i Skåne län som inte ligger i landskapet Skåne. Orsaken till detta är att Karups landskommun i dåvarande Hallands län 1971 delades upp mellan Båstads kommun och Laholms kommun.

## Tidigare administrativ tillhörighet
Distriktet inrättades 2016 och utgörs av socknen Östra Karup i Båstads kommun.
Området motsvarar den omfattning Östra Karups församling hade 1999/2000.

## Tätorter och småorter
I Östra Karups distrikt finns två tätorter men inga småorter.

### Tätorter
- Båstad (del av)
- Östra Karup (del av)